# Carl Magnus Zander
Carl Magnus Zander, född 19 november 1845 i Virestads församling i Kronobergs län, död 3 januari 1923 i Lunds domkyrkoförsamling, Malmöhus län, var en svensk klassisk filolog och professor.
Zander var son till komministern i Växjö stift Magnus Zander och dennes hustru Carolina Laurentia Chytraeus. Han avlade studentexamen i Lund 1863 och inskrevs därefter som student vid Lunds universitet där han blev filosofie kandidat 1870 och redan påföljande år såsom "ultimus" filosofie doktor. År 1875 blev han docent i latin vid universitetet samt 1878 han lektor i latin och grekiska vid Lunds högre allmänna läroverk (nuvarande Katedralskolan). Återkommen från en studieresa till Tyskland och Italien (såsom mottagare av riksstatens större resestipendium) krönte han 1891 sin bana med att utnämnas till professor i romersk vältalighet och poesi vid Lunds universitet, en post han upprätthöll till sin pensionering 1910. Han blev riddare av Nordstjärneorden år 1900.

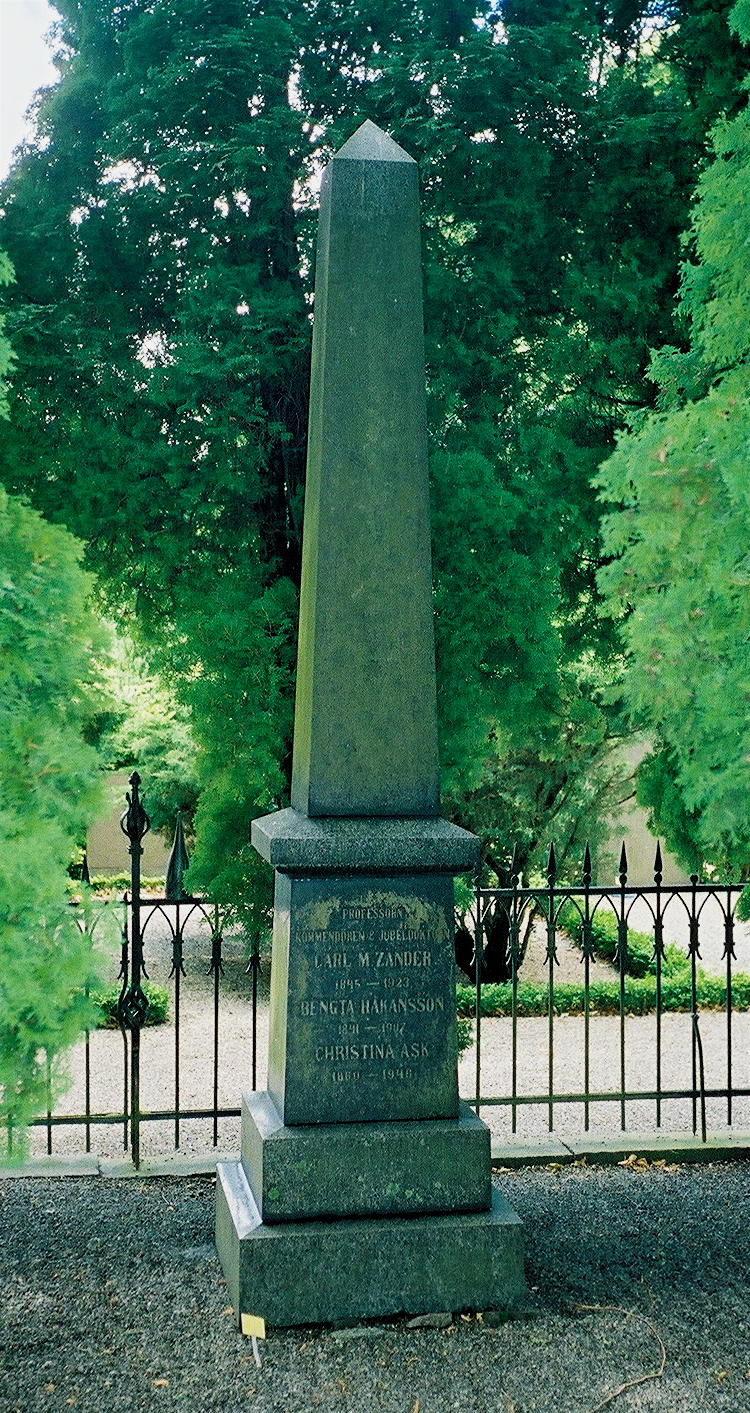
Zanders grav på Norra kyrkogården.

Zander gjorde sig bemärkt som skarpsinnig lärd forskare samt som en flitig författare. Efter sin gradualdisputation De epanalepsi Homerica et Herodotea (1871) skrev han på elegant latin en rad avhandlingar (till stor del utgivna i Lunds universitets årsskrift) innehållande undersökningar på den latinska filologins område, dels rent språkliga, dels litteraturhistoriska och metriska, såsom i Carminis Saliaris reliquiæ (1888), Versus Italici antiqui (1891) och Versus Saturnii (1918). Hans betydelsefullaste arbete var Eurythmia vel compositio rythmica prosæ antiquæ (3 band, 1910-14) som utgör en framställning av den antika konstprosans rytmiska byggnad hos författare som Demosthenes, Isokrates, Cicero, Cornelius Nepos med flera, och banade väg för en klarare förnimmelse av de antika prosamästarnas rytmiska konst och en riktigare läsning av deras texter. Han publicerade även kommenterade utgåvor av antika fabler och en latinsk språklära för skolbruk.
Som ung student var Zander 1868 en av grundarna av Sällskapet CC, och han var 1880 sällskapets stormästare. Han var även ordförande för Lunds Studentkår 1873 samt 1872-78 senior i Smålands nation, vilken 1891 även kallade honom till hedersledamot.
Zander ligger begraven på Norra kyrkogården i Lund.